# Fabian Sporkslede
Fabian Sporkslede (Amstelveen, 3 agosto 1993) è un ex calciatore olandese naturalizzato surinamese, di ruolo centrocampista.

## Carriera

### Club
Nella stagione 2012-2013 gioca 2 partite in Eredivisie con l'Ajax.
Da svincolato, passa al Chievo il 29 gennaio 2016 durante la sessione di calciomercato invernale, per poi andare in prestito alla Lupa Castelli Romani.
Nel luglio 2016 si svincola e torna nel suo paese nelle file del NAC Breda. Rimasto svincolato dopo tre anni, nel settembre 2019 firma un contratto fino a fine stagione con l'RKC Waalwijk.

### Nazionale
Nel 2013 esordisce con la nazionale olandese Under-21.

## Statistiche

### Presenze e reti nei club
Statistiche aggiornate al 4 maggio 2017.
| Stagione         | Squadra              | Campionato       | Campionato | Campionato | Coppe nazionali | Coppe nazionali | Coppe nazionali | Coppe continentali | Coppe continentali | Coppe continentali | Altre coppe | Altre coppe | Altre coppe | Totale | Totale |
| Stagione         | Squadra              | Comp             | Pres       | Reti       | Comp            | Pres            | Reti            | Comp               | Pres               | Reti               | Comp        | Pres        | Reti        | Pres   | Reti   |
| ---------------- | -------------------- | ---------------- | ---------- | ---------- | --------------- | --------------- | --------------- | ------------------ | ------------------ | ------------------ | ----------- | ----------- | ----------- | ------ | ------ |
| 2012-2013        | Ajax                 | E                | 2          | 0          | CO              | 1               | 0               | UCL+UEL            | 1+0                | 0                  | -           | -           | -           | 4      | 0      |
| 2013-2014        | Jong Ajax            | ED               | 9          | 1          | -               | -               | -               | -                  | -                  | -                  | -           | -           | -           | 9      | 1      |
| 2014-gen. 2015   | Willem II            | E                | 1          | 0          | CO              | 1               | 0               | -                  | -                  | -                  | -           | -           | -           | 2      | 0      |
| gen.-giu. 2015   | Jong Ajax            | ED               | 15         | 1          | -               | -               | -               | -                  | -                  | -                  | -           | -           | -           | 15     | 1      |
| Totale Jong Ajax | Totale Jong Ajax     | Totale Jong Ajax | 24         | 2          |                 | -               | -               | -                  | -                  | -                  | -           | -           | -           | 24     | 2      |
| gen.-giu. 2016   | Lupa Castelli Romani | LP               | 2          | 0          | CI-LP           | -               | -               | -                  | -                  | -                  | -           | -           | -           | 2      | 0      |
| 2016-2017        | NAC Breda            | ED               | 29         | 0          | CO              | 1               | 0               | -                  | -                  | -                  | -           | -           | -           | 30     | 0      |
| Totale carriera  | Totale carriera      | Totale carriera  | 58         | 2          |                 | 3               | 0               |                    | 1                  | 0                  |             | -           | -           | 62     | 2      |

### Cronologia presenze e reti in nazionale
| Cronologia completa delle presenze e delle reti in nazionale ― Suriname | Cronologia completa delle presenze e delle reti in nazionale ― Suriname | Cronologia completa delle presenze e delle reti in nazionale ― Suriname | Cronologia completa delle presenze e delle reti in nazionale ― Suriname | Cronologia completa delle presenze e delle reti in nazionale ― Suriname | Cronologia completa delle presenze e delle reti in nazionale ― Suriname | Cronologia completa delle presenze e delle reti in nazionale ― Suriname | Cronologia completa delle presenze e delle reti in nazionale ― Suriname |
| Data                                                                    | Città                                                                   | In casa                                                                 | Risultato                                                               | Ospiti                                                                  | Competizione                                                            | Reti                                                                    | Note                                                                    |
| ----------------------------------------------------------------------- | ----------------------------------------------------------------------- | ----------------------------------------------------------------------- | ----------------------------------------------------------------------- | ----------------------------------------------------------------------- | ----------------------------------------------------------------------- | ----------------------------------------------------------------------- | ----------------------------------------------------------------------- |
| 24-3-2023                                                               | Paramaribo                                                              | Suriname                                                                | 0 – 2                                                                   | Messico                                                                 | CONCACAF Nations League 2022-2023 - Fase a gironi                       | -                                                                       | 90’                                                                     |
| Totale                                                                  |                                                                         | Presenze                                                                | 1                                                                       |                                                                         | Reti                                                                    | 0                                                                       |                                                                         |

## Palmarès

### Club

#### Competizioni nazionali
- Supercoppa di Georgia: 1

Dinamo Tbilisi: 2021